# Tribus
Tribus (seskupení, shluk) je v biologii taxonomická kategorie, která je nižší než čeleď nebo podčeleď a vyšší než podtribus (podseskupení, skupinka) nebo rod.